# Вулиця Ребета (Львів)
Ву́лиця Ребета — вулиця в Личаківському районі Львова, у місцевості Знесіння. Пролягає від вулиці Новознесенської до вулиці Таращанської.